# Белиот зид
„Белиот зид” је југословенски и македонски ТВ филм из 1978. године. Режирао га је Љупчо Билбиловски који је написао и сценарио.

## Улоге
| Глумац                   | Улога |
| ------------------------ | ----- |
| Стојан Столе Аранђеловић |       |
| Сабина Ајрула            |       |
| Марина Немет             |       |
| Јорданчо Чевревски       |       |
| Мето Јовановски          |       |
| Киро Ћортошев            |       |
| Тодор Николовски         |       |
| Катина Иванова           |       |
| Блашка Дишљенковић       |       |
| Виолета Џамбазова        |       |

Остале улоге ▼
| Глумац           | Улога |
| ---------------- | ----- |
| Милан Митић      |       |
| Ацо Костовски    |       |
| Димитар Илиевски |       |
| Лазар Ђорђевић   |       |